# Mahlitzsch (Nossen)
Mahlitzsch ist ein Gemeindeteil der sächsischen Stadt Nossen im Landkreis Meißen.

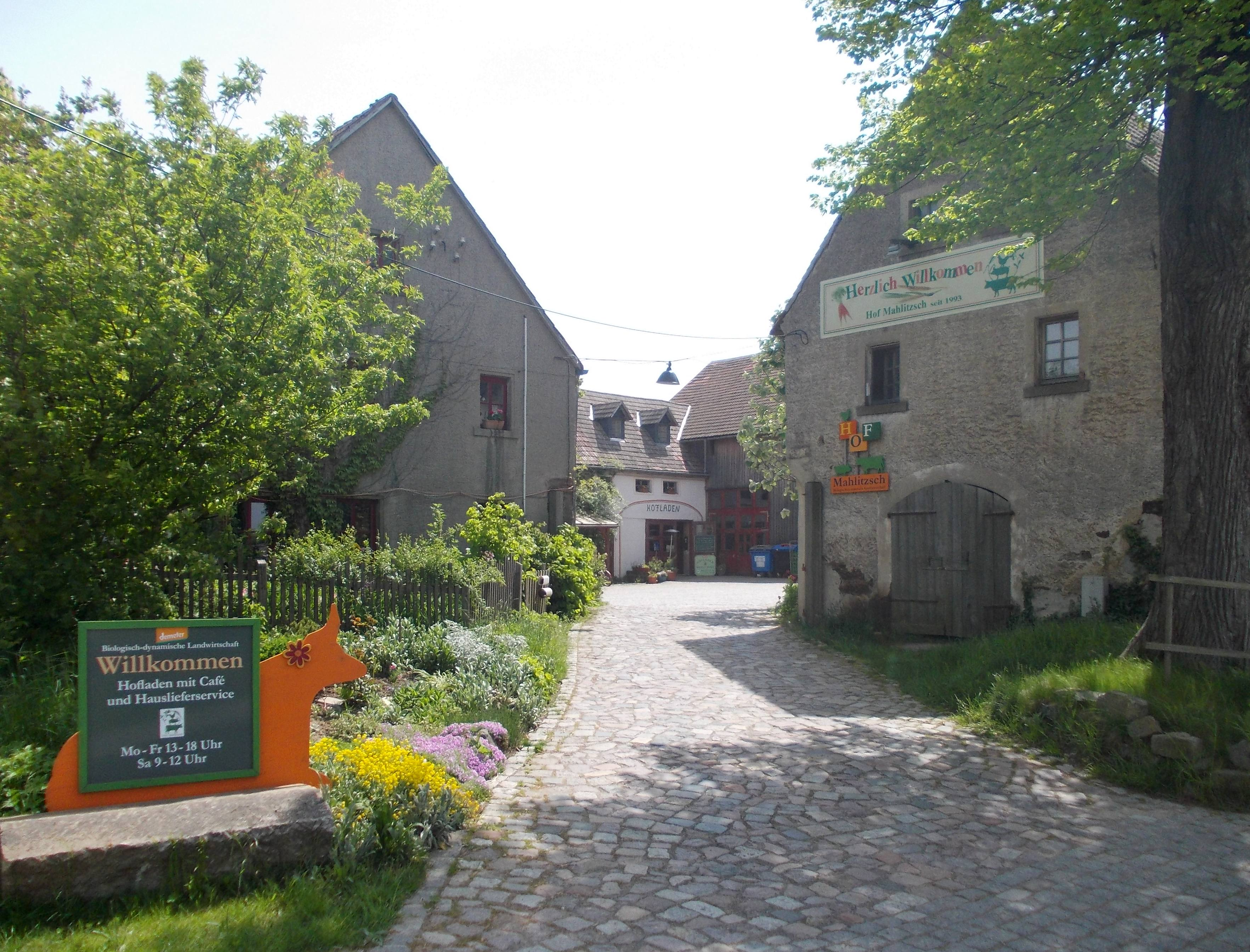
Hof Mahlitzsch mit Hofladen

## Geografie
Mahlitzsch liegt etwa 6 Kilometer nordöstlich von Nossen in der Mitte Sachsens.
Nachbarorte von Mahlitzsch sind Wunschwitz im Norden, Heynitz im Nordosten, Kottewitz im Osten, Rothschönberg im Südosten, Mergenthal im Süden, Deutschenbora und Eula im Südwesten, Wendischbora im Westen sowie Gohla und Katzenberg im Nordwesten.
Mahlitzsch liegt in der Lommatzscher Pflege, einer Hügellandschaft Mittelsachsens.

## Geschichte
Die erste belegte Ortsnamenform datiert von 1334 als Malacs. August Schumann nennt 1819 im Staats-, Post- und Zeitungslexikon von Sachsen Mahlitzsch betreffend u. a.:

„Es gehört schriftsässig zum Rittergute Wendischbohra, hat 13 Hufen und ist nach Krögis eingepfarrt. Unter den Einwohnern sind 6 Bauern, 5 Gärtner, 3 Häusler und 1 Schenkwirth, in allem 16 Häuser und 90 Einwohner. – Hier wird ein Thon gegraben, den man, seit einigen Jahren erst, zu Kapseln in der meißner Porzellanfabrik benutzt. Der Gewinn der zwei Bauern, auf deren Feldern er sich findet, besteht vorzüglich im Fuhrlohn.“

Albert Schiffner ergänzt 1833: „Entfernt in O [Osten] steht eine Kalkbrennerei.“
1935 wurde Mahlitzsch nach Ilkendorf eingemeindet. Zum 1. Januar 1973 wurde die Gemeinde Ilkendorf in die Gemeinde Heynitz eingegliedert. Letztere wurde am 1. Januar 2003 in die Stadt Nossen eingegliedert, womit Mahlitzsch seitdem ein Gemeindeteil von Nossen ist.
Seit 1993 gibt es in Mahlitzsch einen Hof, der ökologisch-biologische Landwirtschaft nach Demeter betreibt und die Waren regional vertreibt.

## Entwicklung der Einwohnerzahl
| Jahr    | Einwohnerzahl                              |
| ------- | ------------------------------------------ |
| 1547/51 | 12 besessene Mann, 13 Inwohner, 13 ½ Hufen |
| 1764    | 11 besessene Mann, 1 Wüstung, 11 ½ Hufen   |
| 1834    | 118                                        |
| 1871    | 152                                        |

| Jahr | Einwohnerzahl |
| ---- | ------------- |
| 1890 | 118           |
| 1910 | 130           |
| 1925 | 134           |
| 2019 | 120           |